# Войняны
Войняны (словац. Vojňany) — село и одноимённая община в районе Кежмарок Прешовского края Словакии. В письменных источниках начинает упоминаться с 1296 года.

## География
Село расположено в западной части края, у подножия горного массива Спишска-Магура, при автодороге 3106. Абсолютная высота — 664 метра над уровнем моря. Площадь муниципалитета составляет 5,79 км².

## Население
| Год:                | 1994 | 2004     | 2014     | 2024    |
| ------------------- | ---- | -------- | -------- | ------- |
| Количество человек: | 221  | 265      | 292      | 318     |
| Разница:            |      | +19,90 % | +10,18 % | +8,90 % |

По данным последней официальной переписи 2011 года, численность населения Войнян составляла 283 человека.
Национальный состав населения (по данным переписи населения 2011 года):
| Национальность | Численность, человек |
| -------------- | -------------------- |
| словаки        | 263                  |
| не указана     | 18                   |